# Stanfordi börtönkísérlet

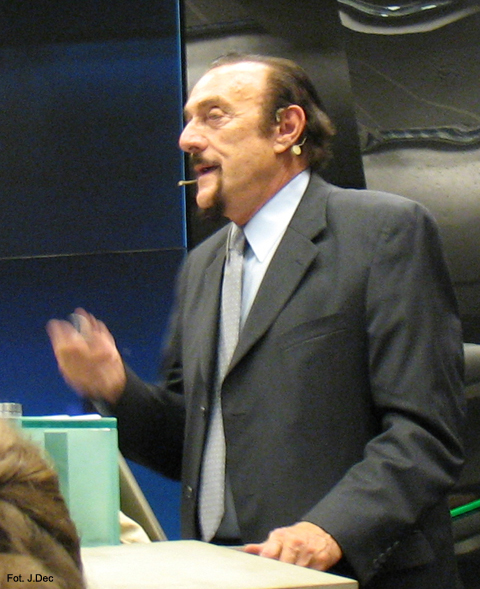
Philip Zimbardo Varsóban 2009-ben. Bizonyos körülmények között, a hétköznapi ember is gonosszá válhat

A stanfordi börtönkísérlet (vagy Zimbardo-féle börtönkísérlet) pszichológiai 
szempontból vizsgálta az emberek fogságban való viselkedését.
A kísérletet 1971. augusztus 14–20. között végezték a Stanford Egyetemen, Philip Zimbardo vezetésével. A részt vevő önkéntes diákok foglyok és őrök szerepét játszották el egy, az egyetem alagsorában berendezett börtönben. A kísérletet azonban a befejezés tervezett ideje előtt – hat nap után – félbe kellett szakítani, mert az alanyok viselkedésükkel veszélyeztetni kezdték egymás testi és lelki épségét. 
A kísérlet a populáris kultúra szerves része lett, számos filmet inspirált. Az eltelt évtizedekben azonban rengeteg kritika is érte a módszertanát, egyes vélemények szerint az egész kísérletet meghamisították.

## A kísérlet célja és módszerei
A kutatást az Amerikai Egyesült Államok Haditengerészete finanszírozta, hogy magyarázatot találjon a haditengerészet és a tengerészgyalogság börtöneiben tapasztalható összetűzésekre, az őrök és a fogvatartottak között. Zimbardo és csapata azt az elméletüket próbálták kísérleti úton bizonyítani, miszerint mind a börtönőrök, mind a foglyok meghatározott viselkedésformákat vesznek fel,  amelyek az adott körülmények között a szituáció romlásához vezetnek.
A résztvevőket újsághirdetés alapján toborozták, melyben napi 15 dollárt ajánlottak fel részvételükért egy kéthetes „börtönszimuláció”-ban. A 70 jelentkező közül aztán Zimbardo és csapata kiválasztott 24 általuk leginkább egészségesnek, illetve pszichológiailag stabilnak ítélt résztvevőt, akik túlnyomórészt fehér, középosztálybeli fiatal férfiak voltak.
A csoportot véletlenszerűen felosztották két egyforma létszámú részre, „rabokra” és „őrökre”. Érdekes módon, a foglyok később azt állították, hogy az őröket nagyobb testméretük alapján választották ki, de a valóságban pénzfeldobással döntöttek és nem volt valós különbség a két
csoport testi adottságai között.
A tényleges kísérlet a Stanfordi Egyetem pszichológia tanszékén zajlott, melynek alagsorát egy valódi börtön mintájára rendezték be. A kutatócsoportot szakértőként egy volt elítélt segítette, aki korábban 17 évet töltött el fegyintézetben. Egy egyetemi hallgató volt az őrök főnöke, Zimbardo pedig a börtönigazgató.
Zimbardo olyan körülményeket igyekezett kialakítani, amelyek reményei szerint a résztvevőkben segítenek kiváltani a dezorientációt, deperszonalizációt és deindividualizációt.
Az őrök saját maguknak választottak keki színű egyenruhát egy helyi katonai boltból. A rendőrségtől kölcsönvett gumibotokat hordtak maguknál, nyakukban sípot viseltek és tükrös napszemüvegeket kaptak a szemkontaktus elkerülésére, illetve az anonimitás érzetének fokozására. Ez utóbbihoz Zimbardo a Bilincs és mosoly (Cool Hand Luke) című filmből merítette az ötletet. A nap 24 óráját a börtönben töltő rabokkal ellentétben az őrök több műszakban dolgoztak és szabadidejükben hazamehettek, bár később előfordult, hogy többjük önkéntesen, fizetés nélkül is további szolgálatot vállalt.
A rabok gumipapucsokat, és szándékosan nem rájuk méretezett muszlinköpenyeket hordtak alsónemű nélkül, melyek Zimbardo szerint „szokatlan testtartás”-ra kényszerítették őket, mely segített tovább fokozni dezorientációjukat. Fejükön szűk nejlonharisnyát viseltek, amely a katonai alapkiképzéshez hasonló, egyformán kopasz fejet volt hivatott utánozni. A rabokat nevük helyett számokkal szólították, melyet elöl és hátul rávarrtak egyenruhájukra is. Ezen túl mindegyikük nehéz láncot viselt bokája körül, mely folyamatosan – még álmukban is – emlékeztette őket fogságukra és a velük szemben alkalmazott elnyomásra.
Egy nappal a kísérlet kezdete előtt az őrök rövid eligazító megbeszélésen vettek részt, de hivatalos iránymutatásokat nem kaptak. Mindössze annyit mondtak nekik, hogy az ő felelősségük a börtön működtetése, amit tetszőleges módon oldhatnak meg, de fizikai erőszakot nem alkalmazhatnak.
A rabok szerepét játszó résztvevőknek azt mondták, hogy a kísérlet első napján maradjanak otthon, amíg nem hívják be őket. A „behívás” abból állt, hogy minden előzetes figyelmeztetés nélkül a valódi Palo Altó-i rendőrség emberei fegyveres rablás vádjával saját otthonukban, gyakran szomszédaik szeme láttára „letartóztatták”, megbilincselték, majd szirénázó rendőrautóban a rendőrőrsre szállították őket.
A foglyokat végigvitték a bűnügyi nyilvántartásba vétel minden egyes lépésén. Ujjlenyomatot vettek tőlük, lefényképezték őket, ismertették jogaikat, majd bekötötték a szemüket és egy cellába zárták őket. Később a rabokat egyenként átszállították az egyetemen berendezett börtönbe, ahol valamennyiüket levetkőztették, megmotozták és tetvetlenítették.

## Eredmények
A kísérlet hamar veszélyessé kezdett válni. A rabok az őrök megalázó bánásmódjának hatására súlyos emocionális zavarok jeleit kezdték mutatni.
Az első, viszonylag eseménytelen nap után a második napon lázadás tört ki. Az őrök önkéntes túlórát vállalva dolgoztak azon, hogy megtörjék a lázadást, a kutatók közvetlen felügyelete nélkül. A délutáni és az éjszakai műszak őrei együttes erővel, botjaikat és egy poroltót használva le tudták gyűrni a magukat a cellájukban elbarikádozó rabok ellenállását. Ezután a cellákat „jó cellákra” és „rossz cellákra” osztották fel, hogy megosszák és egymás ellen fordítsák a rabokat, illetve hogy elhitessék velük, hogy „besúgók” vannak köztük.
Az intézkedés kellően hatásosnak bizonyult, és a továbbiakban nagyobb méretű lázadás nem történt. Zimbardo korábbi elítélt szakértője szerint a taktika hasonló volt ahhoz, amit az USA valódi börtöneiben is alkalmaznak.
Az őrök egyre gyakrabban és egyre hosszabb ideig rendeztek úgynevezett „névsorolvasásokat”, amelyek eredetileg a rabokat voltak hivatottak segíteni számuk memorizálásban. Azonban a napok múltával ezek az alkalmak többórásra nyúltak, és az őrök fekvőtámaszokra kényszerítették, illetve egyéb módon kínozták őket.
Egy idő után a vécék használata is külön kiváltság lett, melyet az őrök napközben néha, este 10 után pedig mindig megtagadtak a raboktól. Azok csak a cellájukban elhelyezett vödröt használhatták, amelyet gyakran hosszú ideig nem üríthettek ki, így a börtönben erős szennyszag terjengett. Néhány fogolynak puszta kézzel kellett a vécéket tisztítania. A matracokat eltávolították a „rossz cellából” és a foglyoknak ruha nélkül a betonpadlón kellett aludniuk. A meztelenségre való kényszerítés mellett a megaláztatások gyakran homoszexuális színezetet kaptak. Gyakori volt az étel büntetésként való megvonása is.
Zimbardo saját bevallása szerint nem volt képes tárgyilagos megfigyelőként viselkedni a kísérlet során, amelyben a „börtönigazgató” szerepét játszva maga is részt vett. A negyedik napon az egyik őr a rabok beszélgetéséből egy állítólagos, kívülről is segített tömeges kitörési kísérletről vélt hallani. Erre reagálva Zimbardo megpróbálta rávenni a helyi rendőrőrsöt, hogy a kitörés vélt időpontjára átszállíthassák a foglyokat a rendőrség használaton kívül helyezett, a tanszéki alagsornál biztonságosabb, volt börtönébe. A rendőrség elutasította a kérést, arra hivatkozva, hogy ezt biztosításuk nem fedezné.
Zimbardo ekkor visszaemlékezései szerint, az események hatása alatt, szerepében teljesen elmerülve felháborodott azon, hogy azok visszautasították a „büntetésvégrehajtási intézetek közötti együttműködést”.
A kísérlet előrehaladtával több őr is egyre durvábban, egyenesen szadista módon viselkedett – főleg éjjelente, mikor azt hitték, hogy az őket figyelő kamerák ki vannak kapcsolva. A kutatók szerint az őrök mintegy harmada mutatott „valódi” szadista tendenciákat. A börtönőrök többsége csalódott volt, mikor a kísérletet idő előtt fel kellett függeszteni.
A foglyok akut emocionális zavarokat kezdtek mutatni. Egyikük egész testén pszichoszomatikus kiütéseket kapott, miután megtudta, hogy elutasították feltételes szabadlábra helyezésére beadott kérelmét. Először Zimbardo ezek után sem akarta elengedni, mivel azt gondolta, hogy megbetegedés szabadulás érdekében bevetett trükk csupán.
Két foglyot is olyan súlyos trauma ért, hogy a kísérlet vége előtt el kellett engedni őket.

### Zimbardo saját összefoglalója
Eliot Aronson A társas lény c. könyvében szó szerint közöl egy részletet Zimbardónak az amerikai képviselőház jogügyi bizottsága számára készített jelentéséből:
„Hat nap elteltével véget kellett vetnünk a játékbörtönnek, mert amit láttunk, iszonyatos volt. Többé már nem volt nyilvánvaló sem számunkra, sem a legtöbb kísérleti személy számára, hogy hol végződnek ők és hol kezdődnek szerepeik. A többség valóban »rabbá« vagy »börtönőrré« vált, és többé nem voltak képesek tisztán különbséget tenni a szerepjátszás és saját személyük között. Viselkedésüknek, gondolkodásuknak és érzéseiknek szinte minden aspektusában drámai változások következtek be. Nem egészen egy hét alatt a bebörtönzés élménye (időlegesen) elmosta az egész addigi életük során tanult dolgokat; felfüggesztette az emberi értékeket, kikezdte az énképüket, és az emberi természet legtorzabb, legközönségesebb, legpatologikusabb oldala került felszínre. El kellett borzadnunk, amint láttuk, hogy egyes fiúk (»őrök«) úgy kezelnek másokat, mintha hitvány állatok lennének, örömüket lelik a kegyetlenségben, miközben mások (»foglyok«) szolgálatkész, engedelmes, dehumanizált gépekké váltak, akiket csak a menekülés, a saját egyéni túlélésük, valamint az őrök ellen halmozódó gyűlöletük foglalkoztatott.”

## Konklúzió
A kísérlet bizonyos vélemények szerint demonstrálja azt a fajta befolyásolhatóságot és engedelmességet, amit a megfelelő legitimáló ideológia és környezeti, valamint intézményi háttér megléte vált ki az emberekből. Ezen kívül felhasználják még az autoritás erejének, valamint a kognitív disszonancia elméletének a szemléltetésére.
A pszichológiában a kísérletet a viselkedés szituációs attribúciójának bizonyítékaként használják a diszpozicionális attribúcióval szemben. Más szavakkal, a kísérlet eredményei arra utalnak, hogy a résztvevők inherens személyiségi adottságaival ellentétben az adott szituáció az, ami meghatározza viselkedésüket. Ilyen tekintetben a börtönkísérlet megerősíti a botrányos fogadtatású Milgram-kísérlet eredményeit, melyben átlagos embereket arra utasítottak – sikerrel – , hogy halálos áramütéseket adjanak a kísérletben részt vevő másik személynek.
Nem sokkal a stanfordi kísérlet befejezése után véres börtönlázadások törtek ki a San Quentin-i és az atticai börtönökben, melyekkel kapcsolatban Zimbardónak alkalma nyílt tájékoztatni kísérletének eredményeiről a kongresszusi vizsgálóbizottságot.

## Megjelenése a kultúrában
- A kísérlet (2001) német film, melynek a kísérlet szolgált alapjául
- Stanfordi börtönkísérlet, Mood Pictures (2005)
- A kísérlet (2010)
- A stanfordi börtönkísérlet (2015)